# Ogmograptis notosema
Ogmograptis notosema är en fjärilsart som beskrevs av Edward Meyrick 1922. Ogmograptis notosema ingår i släktet Ogmograptis och familjen gräsmalar, Elachistidae. Inga underarter finns listade i Catalogue of Life.